# Piotr (Jekatierinowski)
Piotr, imię świeckie Fiodor Jekatierinowski (ur. 1820 w guberni saratowskiej, zm. 15 maja?/27 maja 1889 w Moskwie) – rosyjski biskup prawosławny.

## Życiorys
Urodził się w rodzinie kapłana prawosławnego. Ukończył seminarium duchowne w Saratowie, a następnie Moskiewską Akademię Duchowną. Jeszcze jako student, 12 października 1841 złożył wieczyste śluby zakonne, tydzień później przyjął święcenia diakońskie, zaś 30 czerwca 1844 został wyświęcony na hieromnicha. 12 grudnia 1844, po uzyskaniu dyplomu Akademii, został skierowany do pracy w seminarium duchownym w Irkucku, gdzie od listopada 1845 pełnił dodatkowo funkcję inspektora. 6 października 1852 otrzymał godność archimandryty. 16 października 1855 został rektorem seminarium w Irkucku.
W 1857 został wyznaczony na rektora seminarium duchownego w Nowoarchangielsku (obecnie Sitka) na Alasce. Dwa lata później, 29 marca 1859, miała miejsce jego chirotonia na biskupa nowoarchangielskiego, wikariusza eparchii kamczackiej. Jako koordynator działalności rosyjskiej misji prawosławnej na Alasce biskup Piotr założył nowe szkoły cerkiewne w Kodiaku i Unalasce, rozwijał działalność misyjną duchownych rosyjskich i rozpoczął studia nad opracowaniem żywota mnicha Hermana z Alaski. 9 listopada 1866, pozostając biskupem pomocniczym eparchii kamczackiej, opuścił Alaskę i mianowany biskupem jakuckim. W roku następnym został skierowany do monasteru Nowe Jeruzalem w eparchii moskiewskiej, pracował również w kancelarii Świętego Synodu.
4 kwietnia 1869 mianowany biskupem ufijskim i mienzelińskim. Po siedmiu latach został przeniesiony do eparchii tomskiej i semipałatyńskiej. W 1883 odszedł w stan spoczynku i zamieszkał w Pustelni Optyńskiej. Od 1885 ponownie mieszkał w Moskwie, początkowo jako przełożony Monasteru Zaikonospasskiego, następnie Nowospasskiego. Zmarł w 1889.
Jest autorem szeregu tekstów poświęconych zagadnieniom monastycyzmu i pracy misyjnej oraz komentarzy do tekstów Biblii. Jego pisma zostały zgromadzone w Pustelni Optyńskiej.